# Hector McNeil
Hector McNeil (10 mars 1907 - 11 octobre 1955) est un homme politique travailliste écossais. 

## Biographie
Il fait ses études à la Woodside School et à l'Université de Glasgow, et suit une formation d'ingénieur, travaillant ensuite comme journaliste dans un journal national écossais. Il est membre du Glasgow Town Council de 1932 à 1938. Il préside le Glasgow Trades Council et se présente sans succès à Galloway en 1929 et 1931, à Glasgow Kelvingrove en 1935 et à Ross et Cromarty en 1936. Il est élu député de Greenock sans opposition lors d'une élection partielle en 1941.   
Après l'élection de 1945, McNeil est devenu Sous-secrétaire d'État aux Affaires étrangères. Il est promu ministre d'État au ministère des Affaires étrangères en octobre 1946, adjoint de facto au ministre des Affaires étrangères, Ernest Bevin, et nommé membre du Conseil privé. Par son poste au ministère des Affaires étrangères, il est vice-président de l'Assemblée générale des Nations unies en 1947 et chef de la délégation britannique à la Commission économique pour l'Europe des Nations unies en 1948. Son assistant personnel et secrétaire privé à l'époque, Guy Burgess, était un agent soviétique, bien que McNeil n'ait jamais été soupçonné. 
Il est secrétaire d'État pour l'Écosse de février 1950 à octobre 1951 dans le gouvernement de Clement Attlee. McNeil est décédé peu de temps après avoir conservé son siège lors des élections de 1955. 